# Поулінь Клявінь
Поулінь Клявінь (лів. Poulīn Kļaviņ (Zēberg), латис. Paulīne Kļaviņa (Zēberga); *19 січня 1918, Вайде, Курземе, Латвія — †2 вересня 2001, Рига, Латвія) — лівська поетеса і перекладач.

## Біографія
Народилась 19 січня 1918 в Вейде, Латвія. Одна із засновниць і співачок лівського ансамблю «Līvlist». Зібрала колекцію лівського побуту, яка виставлена в Етнографічному музеї Латвії. Похована на Лісовому цвинтарі в Ризі.